# Emperor (Rebsorte)
Emperor ist eine Rotweinsorte. Ihre Herkunft ist unbekannt.
In den 1980er Jahren waren allein in Kalifornien (Weinbau in Kalifornien) bis zu 7000 Hektar mit der Sorte Emperor bestockt.  Im Jahr 2007 betrug die Fläche jedoch nur noch 312 Hektar, da sie größtenteils durch die Neuzüchtung Red Globe ersetzt wurde. Daneben sind Anpflanzungen in Chile, Argentinien, Australien, Mexiko und Südafrika bekannt. Zugelassen ist sie ebenfalls in Italien und Portugal.
Siehe den Artikel Weinbau in Argentinien, Weinbau in Chile, Weinbau in Südafrika, Weinbau in Italien, Weinbau in Portugal und Weinbau in den Vereinigten Staaten sowie die Liste von Rebsorten.
Abstammung: unbekannt.

## Synonyme
Emperor ist auch unter den Namen Emperado, Genova, Genova rosa, Red Emperador und Red Emperor bekannt.

## Ampelographische Sortenmerkmale
In der Ampelographie wird der Habitus folgendermaßen beschrieben:
- Die Triebspitze ist offen. Sie ist nur weißwollig behaart und mit einem karminroten Anflug versehen. Die Jungblätter sind schwach wollig behaart und leicht bronzefarben gefleckt.
- Die großen Blätter sind fünflappig und mitteltief gebuchtet. Die Stielbucht ist leicht ellipsenförmig geschlossen. Das Blatt ist stumpf gezahnt. Die Zähne sind im Vergleich zu anderen Sorten groß. Die Blattoberfläche (auch Blattspreite genannt) ist blasig derb. Im Herbst verfärben sich die Blätter teilweise rötlich.
- Die walzen- bis kegelförmige Traube ist groß und recht dichtbeerig. Die ovalen Beeren  sind ebenfalls sehr groß (23 × 17 mm) und von dunkelroter Farbe. Die Beerenschale ist dick und knackig. Die Beeren sind nicht sehr saftig.

Die wüchsige Rebsorte reift ca. 40 Tage nach dem Gutedel und ist somit sehr spätreifend. Sie reift 15 Tage später als die sehr erfolgreiche Rebsorte Red Globe.